# Lispocephala flaccida
Lispocephala flaccida är en tvåvingeart som beskrevs av Hardy 1981. Lispocephala flaccida ingår i släktet Lispocephala och familjen husflugor. Inga underarter finns listade i Catalogue of Life.